# Citigroup Center (Chicago)

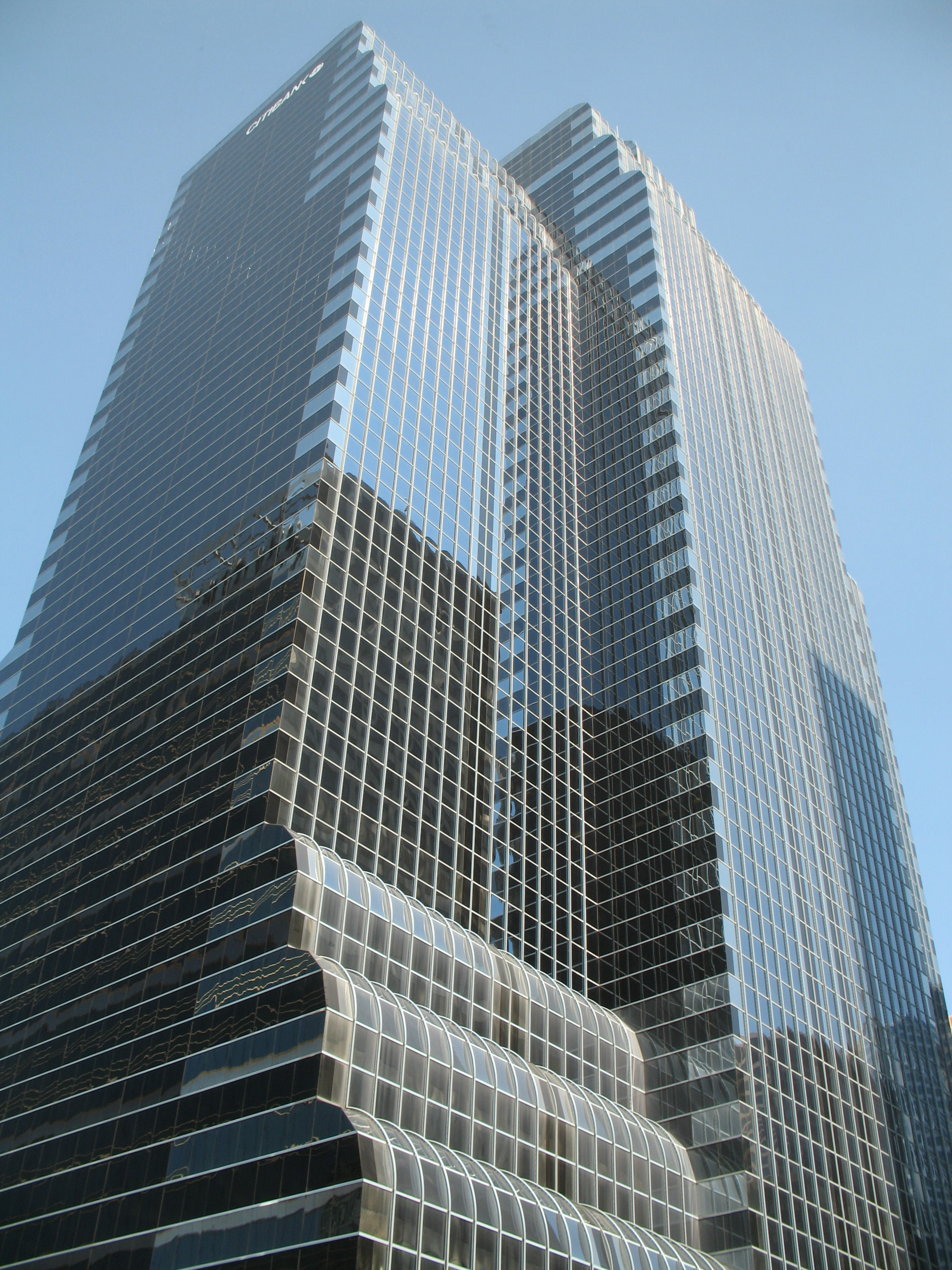
Le Citigroup Center vu depuis Madison street

Le Citigroup Center est un gratte-ciel de 42 étages et de 180 mètres de hauteur situé dans le centre-ville de Chicago, dans l'Illinois (États-Unis). 
Situé au 500 Madison W. (entre Clinton et de Canal Street) dans le secteur de Near West Side, la structure a été conçue par la firme d'architectes Murphy/Jahn de l'allemand Helmut Jahn dans un style post-moderne.
Le bâtiment, anciennement nommé North/West Atrium Center, a été construit entre 1984 et 1987 sur le site de l’ancien hall de gare de 1911 de la Northwestern Station appelé aujourd’hui Ogilvie Transportation Center ou transitent chaque jour les trains de banlieue du Metra. 
Comme son nom l’indique, ce gratte-ciel appartient à Citigroup.